# Jordi El Niño Polla
Jordi "El Niño Polla" (nume la nastere Ángel Muñoz,n. 11 septembrie 1994), care este adesea scurtat pentru Jordi sau Jordi ENP, este un actor, producător și personalitate pornografică spaniolă . 

## Viata personala
Jordi s-a născut și a crescut în Ciudad Real, Spania. În 2018, Jordi a dezvăluit că se întâlnește cu o femeie din afara industriei filmelor pentru adulților din iunie 2016 

## Legaturi externe
- Jordi El Niño Polla la Internet Movie Database
- Jordi El Niño Polla at the Internet Adult Film Database
- Jordi El Niño Polla pe Adult Film Database
- Jordi El Niño Polla pe Twitter